# David Martín Romero
David Martín Romero, né le 19 février 1999 à Mairena del Aljarafe (Andalousie), est un coureur cycliste espagnol. Il est membre de l'équipe Burgos Burpellet BH.

## Biographie
David Martín Romero commence le cyclisme par le VTT lors d'une rééducation, sur les conseils de son médecin. Dans les catégories de jeunes, il obtient de nombreux titres provinciaux et régionaux,
En 2018 et 2019, il court au sein du club Bicicletas Rodríguez-Extremadura. Il intègre ensuite la réserve d'Eolo-Kometa en 2020. Bon sprinteur, il remporte deux étapes et le classement général du Mémorial Manuel Sanroma, ainsi que le Mémorial Ángel Lozano, manche de la Coupe d'Espagne amateurs. 
Il passe finalement professionnel en 2022 dans l'équipe première Eolo-Kometa, après y avoir été stagiaire.

## Palmarès
- 2020
  - Mémorial Manuel Sanroma :
    - Classement général
    - 1re et 2e étapes

  - Mémorial Ángel Lozano
- 2021
  - 4e étape du Tour de Castellón
  - Gran Premio Primavera de Ontur
  - 4e étape du Tour de Valence
  - 2e du Gran Premio San José
  - 2e du Mémorial Ángel Lozano